# 坂野嘉彦
坂野 嘉彦（ばんの よしひこ、1965年10月18日 - ）は、日本の作曲家、編曲家、クラリネット奏者。愛知県名古屋市に在住。

## 略歴
学生時代より音楽家として活動をはじめ、卒業後、作曲家、クラリネット演奏家として活動を本格的に開始する。作品は管弦楽、室内楽、電子音楽、特殊楽器オーケストラ（マンドリン、オカリナ等）等多岐に及び、小品から大作まで膨大な数に上る。
2006年より工業をテーマにした「PlantCantabile」シリーズと、ユニゾンをテーマとした「ユニゾンシリーズ」を発表。映像からアコースティック楽器のアンサンブルまで多種多様な表現方法を駆使する意欲的な連作となっている。
2006年よりマリンバ作品をブルーマレット社より出版。マンドリンオーケストラ等の作品集はアトリエアルページュより出版されている。